# Українське (Генічеський район)
Украї́нське (до 1972 р. — Український Робітник) —  село в Україні, в Іванівському районі Херсонської області. Населення становить 716 осіб. 24 лютого 2022 року село тимчасово окуповане російськими військами під час російсько-української війни.

## Населення
Згідно з переписом УРСР 1989 року чисельність наявного населення села становила 737 осіб, з яких 352 чоловіки та 385 жінок.
За переписом населення України 2001 року в селі мешкало 717 осіб.

### Мова
Розподіл населення за рідною мовою за даними перепису 2001 року:
| Мова       | Відсоток |
| ---------- | -------- |
| українська | 88,41 %  |
| російська  | 8,94 %   |
| вірменська | 0,98 %   |
| молдовська | 0,42 %   |
| болгарська | 0,14 %   |
| інші       | 1,11 %   |